# Спасоносна раздаљина
Спасоносна раздаљина (шп. Distancia de rescate) први и једини је роман Саманте Швеблин (шп. Samanta Schweblin) написан 2014. године

## Радња романа
Прича се дешава у једној идиличној сеоској средини. Почиње са разговором фантомског дечака Давида и Аманде. Роман добија јасне обрисе хорор приче о наводном тровању дечака Давида. Аманда покушава да заштити своју кћерку Нину и да постави између ње и опасности спасоносну раздаљину. Учесници приче ухваћени су у мрежу празноверја, еколошке катастрофе, хорора и њихова једини спас је бекство у град.

## О Саманти Швеблин
Ауторка спада у најпознатије савремене аргентинске приповедаче и превођена је на 15-так језика. Швеблин, по сопственом признању, верује у занимљиву и подстицајну књижевност, а ужасава се досадне. Она углавном пише приче које су захтевна форма која стално ставља на пробу ауторов таленат и способност да буде уверљив и узбудљив.

### Стил писања
Швеблин покушава да у баналним свакодневним ситуацијама представи комбинацију књижевности апсурда, фантастике и хорора. Изграђује штури језик без придева. Њени дијалози као да су део неке Бекетовске драме где све што се каже постаје све горе и горе. Приповедачки стил Саманте Швеблин сложенији је него што то наговештавају њене једноставне, стрепњом прожете реченице. Њени протагонисти теже да побегну из своје стварности у неку другу, благороднију. 

## Ликови
- Давид
- Аманда
- Нина
- Клара

## Награде
Роман је 2017. године номинован за међународну награду Мен Букер у преводу на енглески Fever dream. Добила је и Ширли Џексон награду у преводу Fever dream.